# Нечаев, Александр Игоревич
Александр Игоревич Нечаев (укр. Олександр Ігоревич Нечаєв; род. 15 июня 1963, Киев) — украинский политик, Народный депутат Украины, бывший член Партии регионов, кандидат экономических наук, член Оппозиционного блока.

## Биография
Родился в Киеве, в 1963 году. В 1986 году окончил Киевский политехнический институт, приборостроительный факультет. С 1986 года на заводе «Арсенал», где прошел путь от рядового инженера до ведущего конструктора. 1991 год — занимался научной работой в Институте физических и прикладных проблем Академии наук Украины. В 2003 году — коммерческий директор холдинговой компании «АвтоКрАЗ» в городе Кременчуг. 2004 год — глава коммерческой службы Крымского содового завода. 2007 год — председатель правления завода «Крымский Титан» в городе Армянск, в 2010 году возглавил государственную холдинговую компанию «Титан Украины».
Народный депутат Украины от Партии регионов, член Комитета ВРУ по вопросам промышленной политики и предпринимательства, член Специальной контрольной комиссии ВРУ по вопросам приватизации, член Постоянной делегации в Парламентской ассамблее ГУАМ.
Член групп по межпарламентским связям с Латвией, Германией, Китаем, Австрией, Черногорией.

## Награды
Кавалер ордена «За заслуги» 3 степени.